# Гогољ: Почетак
Гогољ: Почетак (рус. Гоголь. Начало) руски је фантастични хорор филм из 2017. године, у режији Јегора Баранова, са Александром Петровим, Олегом Мењшиковим, Јевгенијем Стичкиним и Таисијом Вилковом у главним улогама. Радња је делимично базирана на збирци приповедака Николаја Гогоља, Вечери на фарми код Диканке. Ово је први део филмске трилогије Гогољ.
Филм је 2019. адаптиран у телевизијску серију, која је тако постала прва руска серија која је имала биоскопско приказивање. Прва епизода серије била је номинована на додели награда за најбоље серије Средње и Источне Европе. Снимање се одвијало током 2016, у Санкт Петербургу, где је направљен филмски сет за село Диканка. Премијера филма била је 31. августа 2017, у дистрибуцији продукцијске куће Среда.
Други део трилогије објављен је 5. априла 2018, под насловом Гогољ: Виј, а последњи, трећи, део је објабљен 30. августа 2018, под насловом Гогољ: Страшна освета.

## Радња
Године 1829, млади судски чиновник Николај Васиљевич Гогољ придружује се иследнику Јакову Петровичу у покушају да разреши серију мистериозних убистава у малом селу Диканка, које се налази у Полтавској провинцији...

## Улоге
| Глумац             | Улога                                     |
| ------------------ | ----------------------------------------- |
| Александар Петров  | Николај Васиљевич Гогољ                   |
| Олег Мењшиков      | иследник Јаков Петрович Гуро              |
| Јевгениј Стичкин   | шеф полиције Александар Христофорович Бин |
| Таисија Вилкова    | Јелисавета „Лиса” Данишевскаја            |
| Артјом Ткаченко    | Алексеј Данишевски                        |
| Јулија Франц       | млинарева кћерка Оксана                   |
| Јевгениј Ситиј     | Гогољев слуга Јаким                       |
| Јан Цапник         | др Леополд Леополдович Бомгарт            |
| Сергеј Бадјук      | ковач Вакула                              |
| Марта Тимофејева   | Вакулина ћерка Василина                   |
| Валериј Рибин      | Мрачни јахач                              |
| Светлана Кирејева  | Кристина                                  |
| Јевгениј Капитонов | поп Вартоломеј                            |
| Павел Деревјанко   | Александар Пушкин                         |